# Salmo trutta
Salmo trutta – gatunek ryby z rodziny łososiowatych, obejmujący kilka form różniących się cechami biologicznymi. Formy te – blisko spokrewnione z łososiem szlachetnym (Salmo salar) – wyewoluowały w wyniku izolacji geograficznej w plejstocenie. Są to ryby o dużym znaczeniu gospodarczym, cenione w wędkarstwie. W języku polskim określane są ogólną nazwą pstrąg, a ich dwuśrodowiskowa forma morska – troć. Od łososia szlachetnego różni się szerszą nasadą ogona, ubarwieniem oraz szczegółami w budowie szkieletu. Podgatunkiem nominatywnym jest troć atlantycka (Salmo trutta trutta).

## Taksonomia
Gatunek został opisany naukowo w 1758 przez Karola Linneusza na podstawie osobników złowionych w dużych rzekach. Osobniki żyjące w górskich potokach oraz spływające do morza Linneusz opisał jako odrębne gatunki: S. fario i S. eriox, a formę jeziorową – pod nazwą S. lacustris. Z powodu różnic w ubarwieniu poszczególnych populacji opisano naukowo i sklasyfikowano około 50 gatunków, które później uznano za formy Salmo trutta.

## Występowanie
Wody słodkie Europy i zachodniej Azji oraz przybrzeżne wody morskie wokół Europy i północno-zachodniej Afryki. Introdukowane w co najmniej 24 krajach, głównie w Europie i obydwu Amerykach, a także w kilku krajach Azji oraz w Australii.
Obecnie żyjące populacje wywodzą się z pięciu linii rozwojowych powstałych w wyniku izolacji geograficznej, jaka nastąpiła w plejstocenie.
W polskich wodach Salmo trutta występuje w trzech zasadniczych odmianach ekologicznych podgatunku nominatywnego:
- anadromiczna forma wędrowna – troć wędrowna (Salmo trutta morpha trutta)
- osiadła, słodkowodna forma rzeczna – pstrąg potokowy (Salmo trutta morpha fario)
- osiadła, słodkowodna forma jeziorowa – troć jeziorowa (Salmo trutta morpha lacustris)

W zakresie tego samego gatunku wyróżniane są jeszcze:
- Salmo trutta aralensis – troć aralska – dwuśrodowiskowa forma występująca w Morzu Aralskim i w ujściach Amu-darii i Syr-darii
- Salmo trutta macrostigma – słabo zbadana forma z Korsyki
- Salmo trutta oxianus – słodkowodna forma żyjąca w Amu-darii

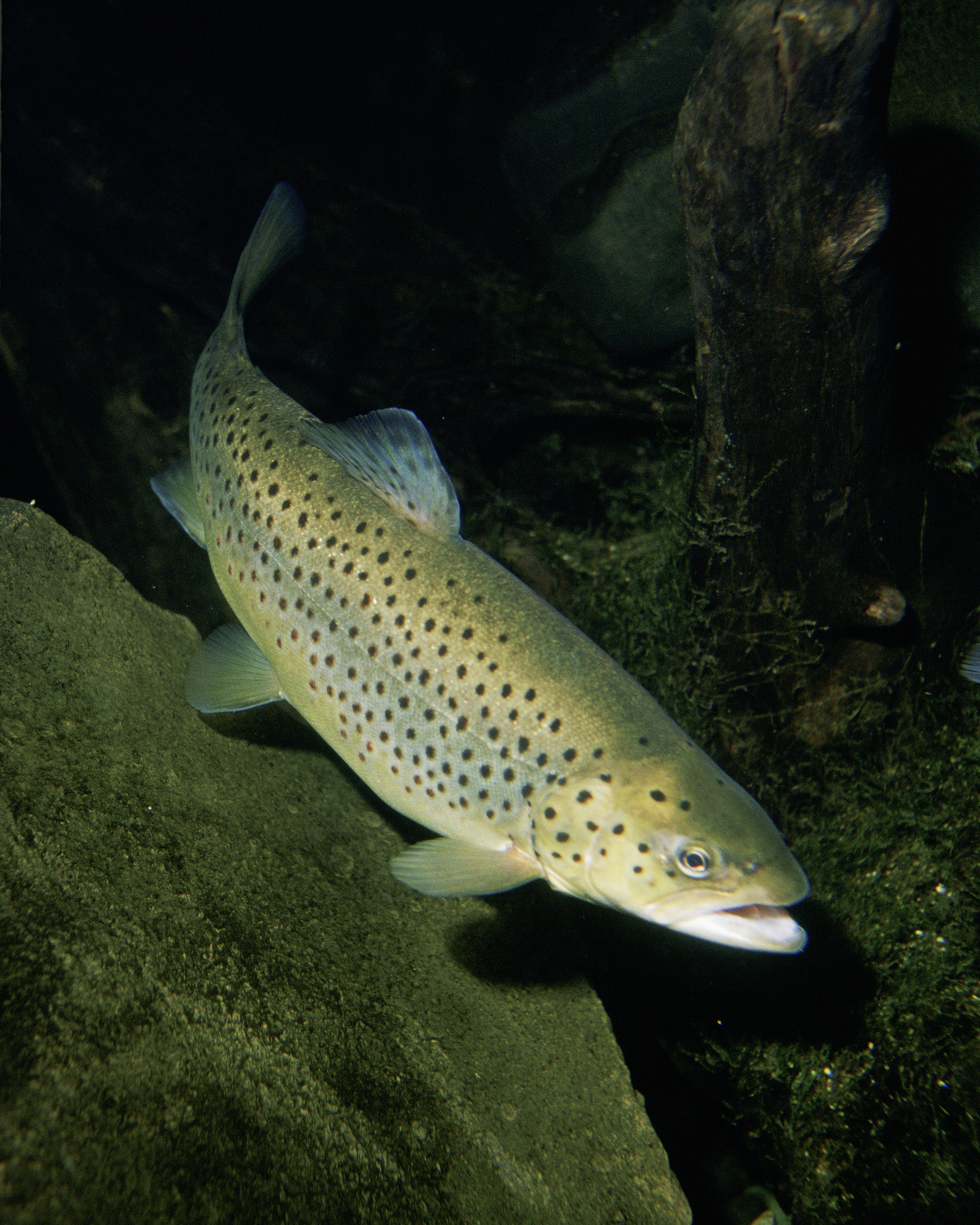
Salmo trutta

Wcześniej wyróżniano jeszcze troć kaspijską (S. t. caspius), która obecnie uważana jest za kaspijską populację podgatunku nominatywnego S. t. trutta.